# Agaritha iolaia
Agaritha iolaia är en skalbaggsart som beskrevs av Dillon 1945. Agaritha iolaia ingår i släktet Agaritha och familjen långhorningar. Inga underarter finns listade i Catalogue of Life.